# Учёное эстонское общество при Дерптском университете
Учёное эстонское общество (эст. Õpetatud Eesti Selts) — научное общество, основанное при Дерптском университете 18 января 1838 года, закрытое в 1950 году и восстановленное в 1988 году.
Общество создавалось с целью «содействовать познанию древнего и настоящего состояния эстонского народа, его языка и литературы».

## История
Общество было основано 18 января 1838 года в Дерпте профессорами университета Ф. Бунге, А. Гуком и Ф. Крузе, а также Ф. Фельманом и Д. Юргенсоном. 
В 1839 году оно состояло из 19 членов; в 1847 — 88 членов, 1898 — 240 членов. 
Общество публиковало ежегодники, библиографии и научный журнал «Труды Ученого Эстонского Общества в Дерпте», в котором впервые в 1857—1861 годах была опубликована отредактированная Фридрихом Крейцвальдом, созданная Ф. Фельманом, версия эпоса «Калевипоэг». Кроме этого был издан «Эстонский словарь». В 1901 году общество начало составлять свод частных коллекций и с этой целью проводило анкетирование.
С 1860 года область деятельности сместилась к научным исследованиям эстонской культуры и языка. В начале Первой мировой войны общество распалось, но через пять лет, в 1919 году, было возобновлено. В 1950 году общество прекратило существование уже по решению властей, а её архив из 25 000 книг, 160 000 страниц рукописей и 60 000 этнографических артефактов был разделён между несколькими учреждениями. 
В 1988 году Общество вновь было создано по инициативе профессора Герберта Лиги из Тартуского университета.

## Председатели общества
- 1838—1840: Карл Гехеве
- 1840—1842: Александр Гук
- 1843—1850: Фридрих Фельман
- 1851—1853: Рейнталь, Готлиб-Карл[вд][3]
- 1853—1856: Густав Санто[вд][4]
- 1856—1859: Карл Брюнинг[вд]
- 1859—1860: Эвальд Карлович Тобин[вд][5]
- 1860—1861: Теодор Бейс[вд]
- 1861—1864: Карл Ширрен
- 1864—1867: Иван Егорович Энгельман
- 1867—1869: Эдуард Винкельман
- 1869—1899: Лео Мейер
- 1899—1912: Вольфганг Шлютер
- 1912—1914: Адальберт Волк[вд]
- 1919—1921: Арнольд Хассельблад[нем.]
- 1922—1927: Август Освальд Вестрен-Долл[вд]
- 1928—1929: Вальтер Николаевич Андерсон
- 1930—1936: Юлиус Марк

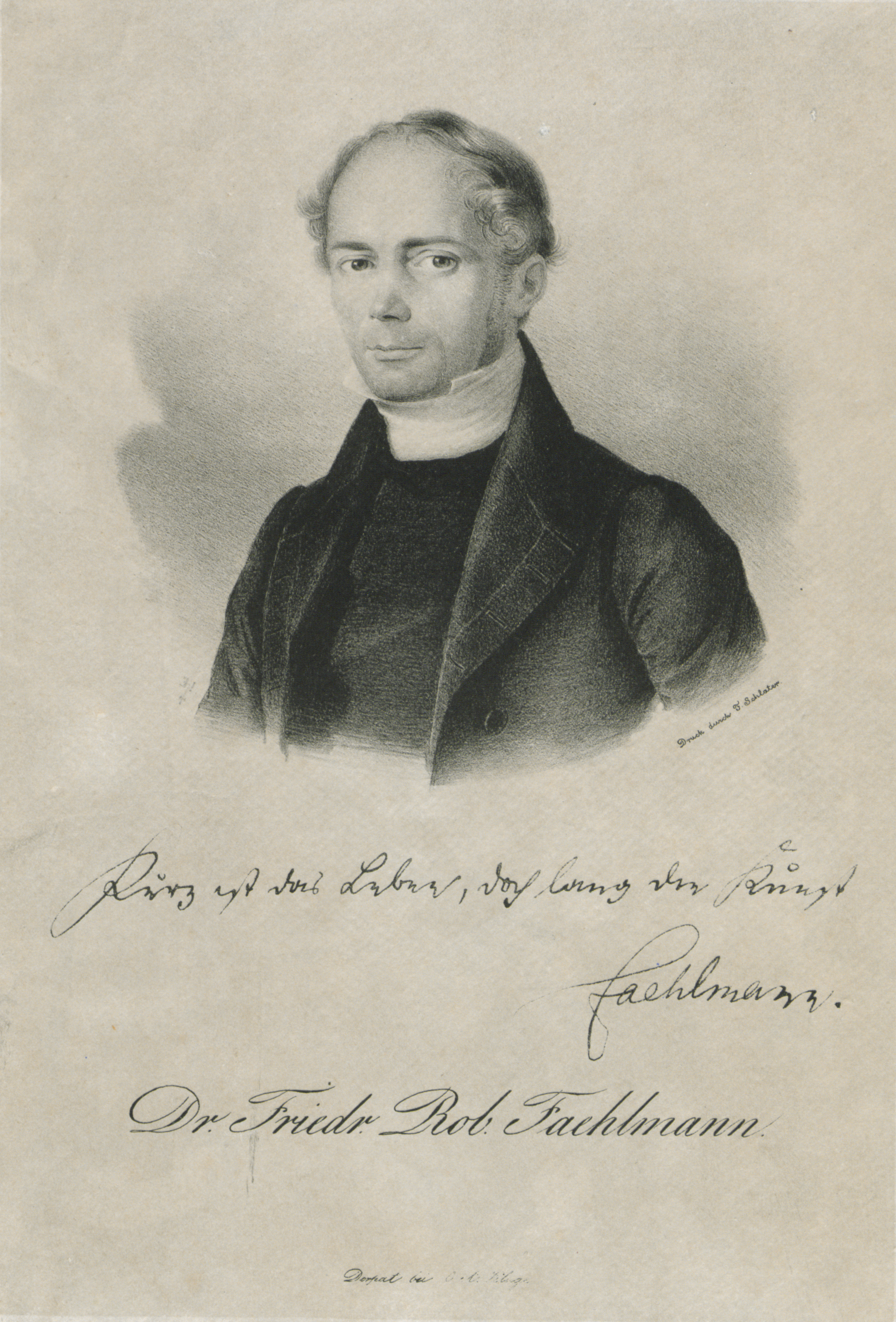
Фридрих Фельман
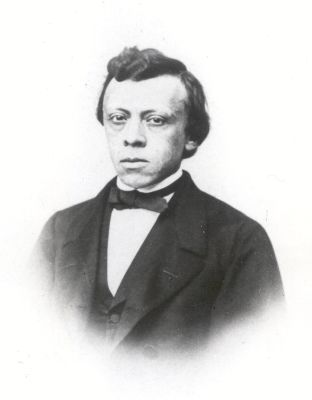
Карл Ширрен
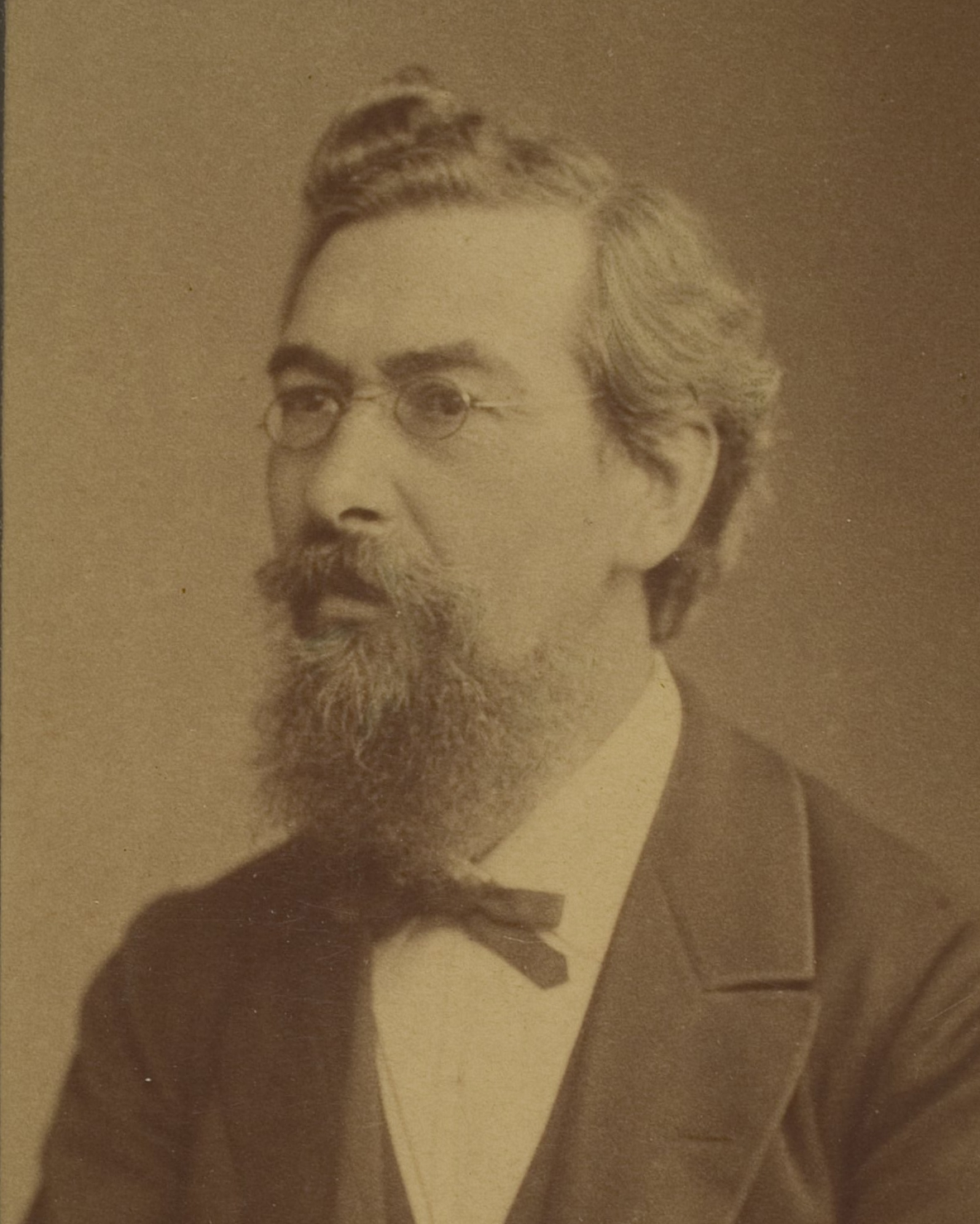
Эдуард Винкельман
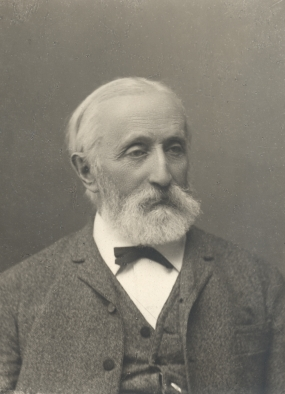
Лео Мейер
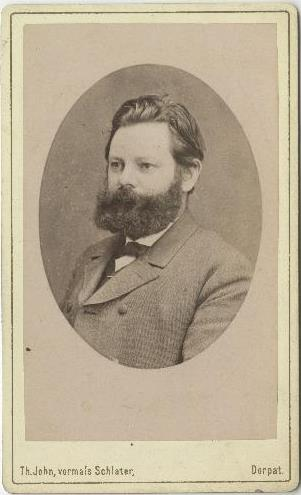
Вольфганг Шлютер
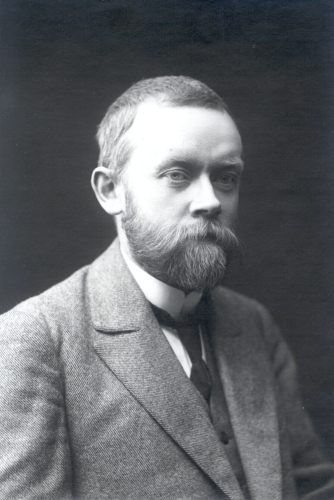
Вальтер Андерсон